# Férfi gyorskorcsolya-csapatverseny a 2006. évi téli olimpiai játékokon
A 2006. évi téli olimpiai játékokon a gyorskorcsolya férfi csapatversenyét február 15-én és 16-án rendezték az Oval Lingotto pályán. Az aranyérmet az olasz csapat nyerte. A versenyszámban nem vett részt magyar csapat.
Először rendeztek gyorskorcsolya-csapatversenyt a téli olimpia történetében.

## Rekord
A versenyt megelőzően a következő rekord volt érvényben:
| Világrekord | Hollandia (NED) | 3:39,69 | Calgary, Kanada | 2005. november 12. |

Elsőként megrendezett versenyszámként az alábbi olimpiai rekord született:
| Olaszország (ITA) | 3:43,64 | Vancouver, Kanada | 2006. február 15. |

## Eredmények
A versenyen nyolc csapat vett részt. Az előfutamban az időeredmények a kiemelési sorrendet határozták meg. A negyeddöntőben négy futamban két-két csapat versenyzett, a győztesek az elődöntőbe jutottak, a vesztesek az időeredményeik alapján kerültek a C-, és D-döntőkbe. Az elődöntők győztesei jutottak az A-döntőbe, a vesztesek a B-döntőben a bronzéremért versenyezhettek. A futamokon a táv 8 kör, azaz 3200 méter volt.
Az időeredmények másodpercben értendők. A rövidítések jelentése a következő:
- OR: olimpiai rekord

### Előfutamok
| Helyezés | Futam | Csapat                                                                        | Időeredmény | Megjegyzés |
| -------- | ----- | ----------------------------------------------------------------------------- | ----------- | ---------- |
| 1.       | 4     | Kanada (CAN) · Arne Dankers · Steven Elm · Denny Morrison                     | 3:47,37     | OR         |
| 2.       | 4     | Olaszország (ITA) · Stefano Donagrandi · Enrico Fabris · Ippolito Sanfratello | 3:47,79     |            |
| 3.       | 3     | Hollandia (NED) · Rintje Ritsma · Mark Tuitert · Carl Verheijen               | 3:48,02     | OR         |
| 4.       | 3     | Norvégia (NOR) · Eskil Ervik · Øystein Grødum · Lasse Sætre                   | 3:49,55     |            |
| 5.       | 1     | Németország (GER) · Stefan Heythausen · Robert Lehmann · Tobias Schneider     | 3:49,59     | OR         |
| 6.       | 2     | Oroszország (RUS) · Artyom Gyetisev · Alekszandr Kibalko · Ivan Szkobrev      | 3:49,75     |            |
| 7.       | 2     | Egyesült Államok (USA) · Charles Ryan Leveille Cox · Clay Mull · Derek Parra  | 3:51,32     |            |
| 8.       | 1     | Japán (JPN) · Mijazaki Keszato · Szugimori Teruhiro · Usijama Takahiro        | 4:03,83     |            |

### Ágrajz
|  | Negyeddöntők | Negyeddöntők     | Negyeddöntők |             |              | Elődöntők   | Elődöntők    | Elődöntők |   |               | Döntő         | Döntő         | Döntő |  |
|  |              |                  |              |             |              |             |              |           |   |               |               |               |       |  |
|  | 3            | Hollandia        | 3:44,65      |             |              |             |              |           |   |               |               |               |       |  |
|  | 3            | Hollandia        | 3:44,65      |             |              |             |              |           |   |               |               |               |       |  |
|  | 6            | Oroszország      | 3:47,49      |             |              |             |              |           |   |               |               |               |       |  |
|  | 6            | Oroszország      | 3:47,49      |             | 3            | Hollandia   | lekörözéssel |           |   |               |               |               |       |  |
|  |              |                  |              |             | 3            | Hollandia   | lekörözéssel |           |   |               |               |               |       |  |
|  |              |                  | 2            | Olaszország | lekörözéssel |             |              |           |   |               |               |               |       |  |
|  | 2            | Olaszország      | 2            | Olaszország | lekörözéssel | 3:43,64     |              |           |   |               |               |               |       |  |
|  | 2            | Olaszország      |              |             |              |             |              |           |   |               |               |               |       |  |
|  | 7            | Egyesült Államok | 3:44,11      |             |              |             |              |           |   |               |               |               |       |  |
|  | 7            | Egyesült Államok | 3:44,11      |             | 2            | Olaszország | 3:44,46      |           |   |               |               |               |       |  |
|  |              |                  |              |             |              |             |              |           |   |               |               |               |       |  |
|  |              |                  | 1            | Kanada      | 3:47,28      |             |              |           |   |               |               |               |       |  |
|  | 4            | Norvégia         | 1            | Kanada      | 3:47,28      | 3:47,81     |              |           |   |               |               |               |       |  |
|  | 4            | Norvégia         |              |             |              | 3:47,81     |              |           |   |               |               |               |       |  |
|  | 5            | Németország      | 3:49,68      |             |              |             |              |           |   |               |               |               |       |  |
|  | 5            | Németország      | 3:49,68      |             | 4            | Norvégia    | 3:47,81      |           |   | Bronzmérkőzés | Bronzmérkőzés | Bronzmérkőzés |       |  |
|  |              |                  |              |             | 4            | Norvégia    | 3:47,81      |           |   |               |               |               |       |  |
|  |              |                  | 1            | Kanada      | 3:44,91      |             |              |           |   |               |               |               |       |  |
|  | 1            | Kanada           | 1            | Kanada      | 3:44,91      | 3:52,01     |              |           | 3 | Hollandia     | 3:44,53       |               |       |  |
|  | 1            | Kanada           |              |             |              |             |              |           | 3 | Hollandia     | 3:44,53       |               |       |  |
|  | 8            | Japán            | 3:53,88      |             |              | 4           | Norvégia     | 3:45,96   |   |               |               |               |       |  |

### Negyeddöntők
| Helyezés       | Csapat                                                                           | Idő            | Különbség      | Megjegyzés                  |
| 1. negyeddöntő | 1. negyeddöntő                                                                   | 1. negyeddöntő | 1. negyeddöntő | 1. negyeddöntő              |
| -------------- | -------------------------------------------------------------------------------- | -------------- | -------------- | --------------------------- |
| 1.             | Hollandia (NED) · Sven Kramer · Carl Verheijen · Erben Wennemars                 | 3:44,65        |                | az 1. elődöntőbe jutott     |
| 2.             | Oroszország (RUS) · Jevgenyij Lalenkov · Dmitrij Sepel · Ivan Szkobrev           | 3:47,49        | +2,84          | a C-döntőbe jutott          |
| 2. negyeddöntő |                                                                                  |                |                |                             |
| 1.             | Olaszország (ITA) · Matteo Anesi · Enrico Fabris · Ippolito Sanfratello          | 3:43,64        |                | az 1. elődöntőbe jutott, OR |
| 2.             | Egyesült Államok (USA) · KC Boutiette · Chad Hedrick · Charles Ryan Leveille Cox | 3:44,11        | +0,47          | a C-döntőbe jutott          |
| 3. negyeddöntő |                                                                                  |                |                |                             |
| 1.             | Norvégia (NOR) · Håvard Bøkko · Eskil Ervik · Mikael Flygind Larsen              | 3:47,81        |                | a 2. elődöntőbe jutott      |
| 2.             | Németország (GER) · Jörg Dallmann · Stefan Heythausen · Tobias Schneider         | 3:49,68        | +1,87          | a D-döntőbe jutott          |
| 4. negyeddöntő |                                                                                  |                |                |                             |
| 1.             | Kanada (CAN) · Denny Morrison · Jason Parker · Justin Warsylewicz                | 3:52,01        |                | a 2. elődöntőbe jutott      |
| 2.             | Japán (JPN) · Mijazaki Keszato · Szugimori Teruhiro · Usijama Takahiro           | 3:53,88        | +1,87          | a D-döntőbe jutott          |

### Elődöntők
| Helyezés    | Csapat                                                                  | Idő         | Különbség   | Megjegyzés          |
| 1. elődöntő | 1. elődöntő                                                             | 1. elődöntő | 1. elődöntő | 1. elődöntő         |
| ----------- | ----------------------------------------------------------------------- | ----------- | ----------- | ------------------- |
| 1.          | Olaszország (ITA) · Matteo Anesi · Enrico Fabris · Ippolito Sanfratello | lekörözés   |             | az A-döntőbe jutott |
| 2.          | Hollandia (NED) · Sven Kramer · Carl Verheijen · Erben Wennemars        | lekörözés   |             | a B-döntőbe jutott  |
| 2. elődöntő |                                                                         |             |             |                     |
| 1.          | Kanada (CAN) · Arne Dankers · Denny Morrison · Justin Warsylewicz       | 3:44,91     |             | az A-döntőbe jutott |
| 2.          | Norvégia (NOR) · Håvard Bøkko · Eskil Ervik · Øystein Grødum            | 3:47,81     | +2,90       | a B-döntőbe jutott  |

### Döntők
| Helyezés | Csapat                                                                        | Idő     | Különbség | Megjegyzés |
| A-döntő  | A-döntő                                                                       | A-döntő | A-döntő   | A-döntő    |
| -------- | ----------------------------------------------------------------------------- | ------- | --------- | ---------- |
| Arany    | Olaszország (ITA) · Matteo Anesi · Enrico Fabris · Ippolito Sanfratello       | 3:44,46 |           |            |
| Ezüst    | Kanada (CAN) · Arne Dankers · Steven Elm · Justin Warsylewicz                 | 3:47,28 | +2,82     |            |
| B-döntő  |                                                                               |         |           |            |
| Bronz    | Hollandia (NED) · Sven Kramer · Mark Tuitert · Carl Verheijen                 | 3:44,53 |           |            |
| 4.       | Norvégia (NOR) · Håvard Bøkko · Eskil Ervik · Mikael Flygind Larsen           | 3:45,96 | +1,43     |            |
| C-döntő  |                                                                               |         |           |            |
| 5.       | Oroszország (RUS) · Alekszandr Kibalko · Dmitrij Sepel · Ivan Szkobrev        | 3:46,91 |           |            |
| 6.       | Egyesült Államok (USA) · KC Boutiette · Charles Ryan Leveille Cox · Clay Mull | 3:49,73 | +2,82     |            |
| D-döntő  |                                                                               |         |           |            |
| 7.       | Németország (GER) · Stefan Heythausen · Robert Lehmann · Tobias Schneider     | 3:48,28 |           |            |
| 8.       | Japán (JPN) · Mijazaki Keszato · Szugimori Teruhiro · Usijama Takahiro        | 3:50,37 | +2,09     |            |